# NGC 354
NGC 354 је спирална галаксија у сазвежђу Рибе која се налази на NGC листи објеката дубоког неба.
Деклинација објекта је + 22° 20' 34" а ректасцензија 1h 3m 16,3s. Привидна величина (магнитуда) објекта NGC 354 износи 13,5 а фотографска магнитуда 14,3. Налази се на удаљености од 45,347 милиона парсека од Сунца. NGC 354 је још познат и под ознакама UGC 645, MCG 4-3-37, MK 353, CGCG 480-37, IRAS 01005+2204, PGC 3763.